# Народный артист Белорусской ССР
«Народный артист Белорусской ССР» (бел. Народны артыст Беларускай ССР) — почётное звание, установлено 20 декабря 1928 года. Присваивалось Президиумом Верховного Совета Белорусской ССР выдающимся деятелям искусства, особо отличившимся в деле развития театра, музыки и кино.
Присваивалось, как правило, не ранее чем через пять лет после присвоения почётного звания «Заслуженный артист Белорусской ССР» или «Заслуженный деятель искусств Белорусской ССР». Следующей степенью признания было присвоение звания «Народный артист СССР».
Впервые награждение состоялось в 1928 году — обладателем этого звания стал Владислав Голубок — режиссёр, актёр.
Последним награждённым в 1991 году стала Любовь Каспорская — камерная певица.
С распадом Советского Союза в Белоруссии звание «Народный артист Белорусской ССР» было заменено званием «Народный артист Беларуси», при этом за званием сохранились права и обязанности, предусмотренные законодательством бывших СССР и Белорусской ССР о наградах.